# Tiro da tre punti

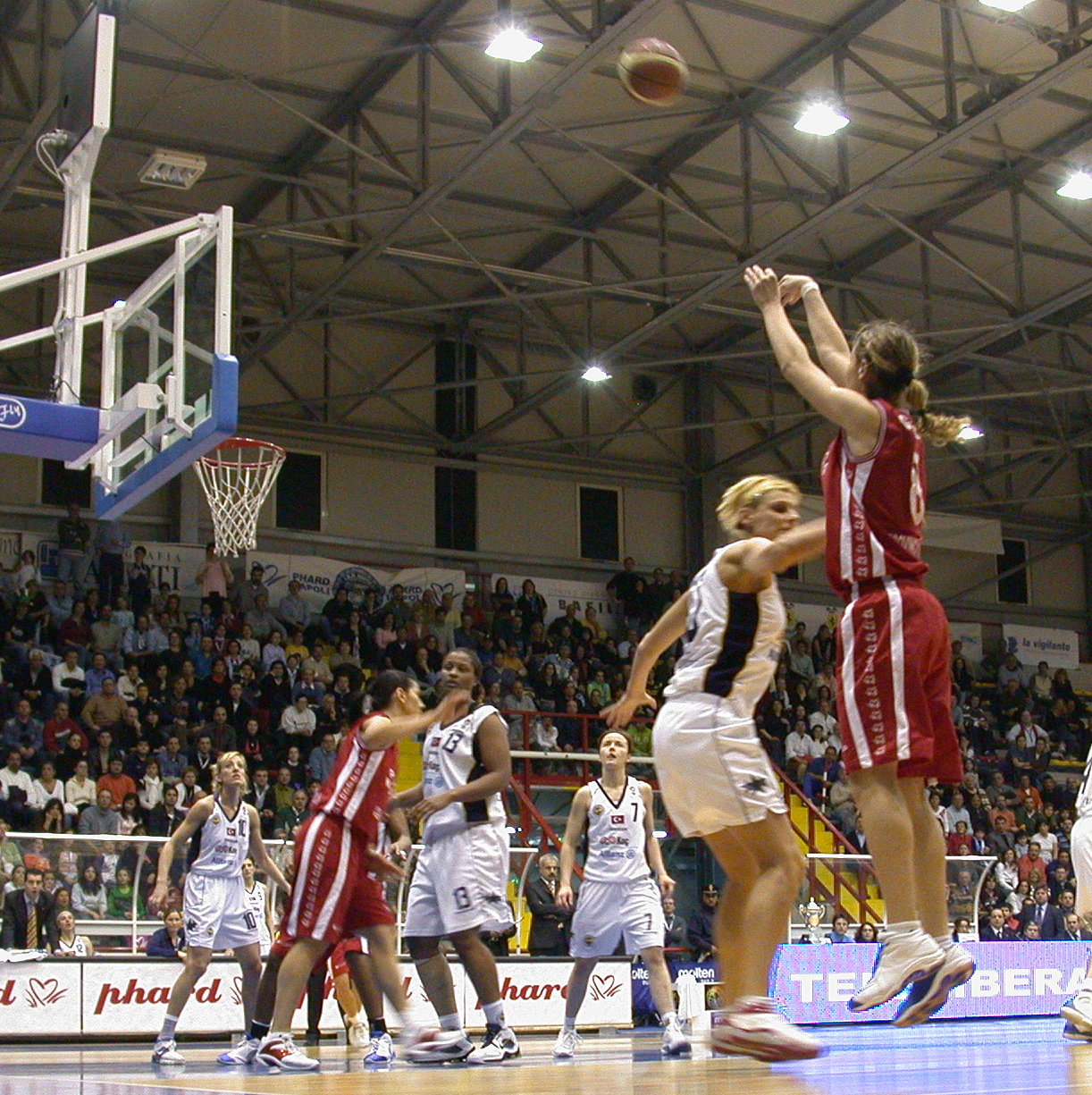
Tiro da tre di Sara Giauro, Phard Napoli

Il tiro da tre punti (definito anche tripla) definisce nella pallacanestro un canestro realizzato tirando la palla dall'esterno dell'area delimitata da un arco semiellittico radiante dal centro del canestro stesso.

## Storia
Sperimentata già dal 1945 dalla NCAA, fu introdotto prima brevemente nella ABL (1961) poi diffusamente in ABA (1967), in seguito in NBA (1979) e infine nel basket internazionale (1984).

## Differenze FIBA-NBA
Nell'area FIBA la linea dei 3 punti fu inizialmente fissata a 6,25 metri dal ferro: dal 2009 è stata spostata agli attuali 6,75 metri. 
Nella National Basketball Association (NBA) la distanza sale a 7,25 metri, anche se vicino alle linee laterali tale linea è diritta e parallela a quelle laterali (in modo da lasciare spazio ai piedi del tiratore) e per tale motivo la distanza scende a 6,72 metri. Nel 1994 l'organizzazione americana decise di ridurre la distanza a 6,75 metri, per far fronte all'abbassarsi del punteggio, salvo poi ritornare sui suoi passi nel 1997, a causa dell'esasperata ricerca del tiro da lontano di alcune squadre.
Nel campionato collegiale americano (NCAA), la distanza della linea a 3 punti dal centro del canestro varia tra il gioco maschile e quello femminile. Nel gioco maschile della Division I, la distanza è di 6,75 m. Nel gioco maschile nelle Divisioni II e III, la distanza è di 6,32 metri durante la stagione 2019-2020, dopo di che si sposterà a 6,75 m. La distanza per tutti i giochi femminili è di 6,32 m.

## Italia
I maggiori specialisti del tiro da tre sono stati Oscar Schmidt, Antonello Riva, Carlton Myers, Larry Middleton, Andrea Niccolai e Vincenzo Esposito, i soli ad aver segnato più di mille canestri da 3 in carriera.
Il 23 aprile 2006 Terrell McIntyre, nella partita Virtus Bologna-Pallacanestro Reggiana, con la maglia reggiana ha realizzato tutti i 10 tiri da tre punti tentati, stabilendo il record per percentuale, successivamente eguagliato il 18 ottobre 2009 da Joe Crispin nella partita di Legadue tra New Basket Brindisi e Assigeco Casalpusterlengo.
Per quanto riguarda il numero di triple realizzate in un incontro, il record appartiene ad Alberto Ardessi che a Reggio Calabria, 19 ottobre 1986, contro la Standa segnò 57 punti con 15 su 21 al tiro da tre punti. Da segnalare inoltre Mike McGee che, nella stagione 1989/90, ha messo a segno 13 triple nella gara giocata a Firenze quando vestiva la maglia della Aurora Basket Desio. Lo seguono, a pari merito con  11 triple realizzate, Jordan Hamilton (Basket Brescia Leonessa) ed Oscar Schmidt ( Pallacanestro Pavia, 1991/92) e Lucas Recker (Basket Roseto, 2003/04). Da ricordare anche due prestazioni con 12 triple segnate realizzate entrambe da Oscar nel campionato di Serie A2 con la maglia di Pavia nelle stagioni 1990/91 e 1992/93.

## NBA
Il record per maggior numero di tiri da tre punti in carriera è di Stephen Curry, che ha superato a dicembre 2021 i 2.957 tiri di Ray Allen, che a sua volta aveva superato Reggie Miller.  Stephen Curry è ritenuto unanimemente il miglior specialista nel tiro da tre punti della storia dell'NBA, anche da numerosi ex cestisti, tra cui Dave Bing, Steve Nash e Scottie Pippen, e lo stesso Ray Allen.
A livello di squadre, il record per triple tentate appartiene agli Houston Rockets che durante la stagione 2017/2018 hanno tirato 3.470 triple: per la prima volta nella storia una squadra ha tirato più da 3 che da 2 (FGA=6.906, 3PA=3.470, 50,2%). I Rockets detengono anche il record per triple realizzate in una stagione (la stessa, 1.256).
Per quanto riguarda una singola partita, Klay Thompson ha realizzato 14 triple in un match, superando il primato di 13 realizzato dal suo compagno di squadra Stephen Curry. Lo stesso Curry, con i Warriors, detiene anche il record per numero di triple in una singola stagione, 402, durante la stagione 2015/2016: in questa classifica detiene anche la seconda, quarta e settima posizione. 
Nel 2004 Tracy McGrady ha stabilito un record, realizzando 4 tiri da tre punti in 33 secondi contro i San Antonio Spurs (su uno di questi ha subito anche un fallo, realizzando così 13 punti in poco più di 30 secondi). 
Michael Jordan detiene un altro record, avendo realizzato 6 triple consecutive durante una partita di playoff (gara 1 delle NBA Finals 1992 contro i Trail Blazers).  
I maggiori specialisti del tiro da 3 in passato sono stati Allen, Miller, Billups, Terry e Korver. Attualmente, data la crescente importanza del tiro da 3, i tiratori da 3 non sono più da considerare come meri specialisti ma si sono trasformati in uomini-franchigia: playmaker come Curry, Lillard, Irving, Chris Paul e guardie come Klay Thompson e Harden sono figure centrali dei rispettivi team. Inoltre, anche i cosiddetti lunghi (ali e centri), seguendo l'evoluzione del gioco, hanno ampliato il loro range di tiro arrivando a tirare da 3: il precursore di questa categoria di giocatori (che oggi annovera i fratelli Pau e Marc Gasol, Horford, Cousins, Davis, Towns, Embiid, Porzingis, Jokic) può essere considerato Dirk Nowitzki.